# Vitrectomia

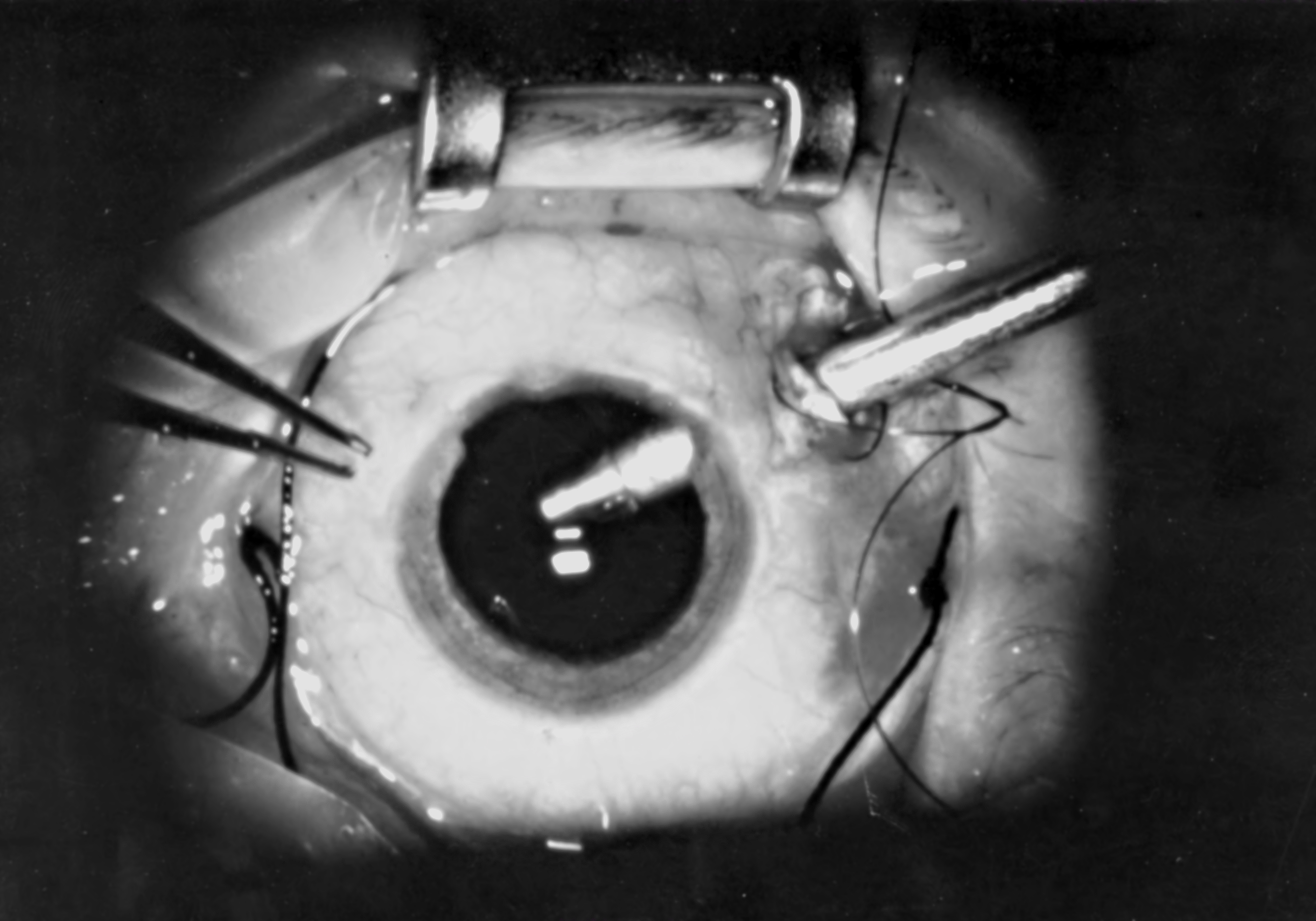
Operazione di vitrectomia

La vitrectomia è un intervento chirurgico oftalmico che consiste nell'asportazione del corpo vitreo (ossia del liquido contenuto nella cavità principale del bulbo oculare), il quale viene sostituito con un mezzo analogo (sostituto vitreale).
La vitrectomia si effettua quando il corpo vitreo è divenuto opaco in seguito a emorragie (emovitreo), ma anche per infiammazioni oppure in seguito a trazioni sulla retina (che si può essere danneggiata). Inoltre, potrebbe essere necessario l'intervento in presenza di membrane epiretiniche o di corpi estranei all'interno del bulbo oculare.
La vitrectomia è utile per evitare che insorgano patologie oculari più gravi. Tuttavia, essendo un intervento delicato, presenta alcuni rischi. Le complicanze principali sono: distacco di retina, sanguinamenti, opacizzazione del cristallino e glaucoma. Talvolta la vitrectomia può essere consigliata anche in presenza di mosche volanti particolarmente gravi e sintomatiche, nel caso in cui riducano la qualità di vita del paziente. 
Oggi per l'esecuzione dell'intervento si utilizzano tecniche di chirurgia miniinvasiva con strumenti di calibro ridotto (25-23 gauge). Tali tecniche consentono di eseguire l'intervento senza ricorrere a suture. L'intervento è divenuto molto più veloce e sicuro rispetto al passato.

## Anestesia
L'anestesia può essere sia locale, "cavallo di Troia", sia generale. Vengono applicate iniezioni peribulbari o retrobulbari per desensibilizzare l'occhio.

## Convalescenza
In alcuni casi, quando si applica durante l'operazione gas o olio siliconico, la convalescenza impone di rispettare un particolare posizionamento dell'occhio. Spesso si chiede di tenere lo sguardo fisso al suolo. Questa posizione permette alla bolla di gas o di olio siliconico di esercitare una pressione sulla parte della retina che deve essere tenuta in posizione durante il processo di guarigione.
Sono prescritti colliri o pomate da usare quotidianamente. Inoltre l'occhio operato non deve assolutamente essere strofinato.